# Rosa Morandi

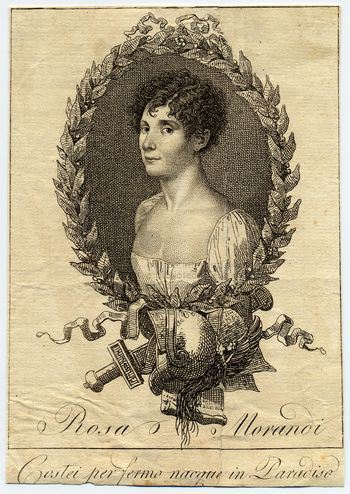
Rosa Morandi (ohne Jahr)

Rosa Morandi (geboren als Rosa Paolina Morolli 5. Juli 1782 in Senigallia; gestorben 6. Mai 1824 in Mailand) war eine italienische Opernsängerin (Sopran).

## Leben
Rosa Paolina Morolli heiratete 1804 ihren Gesangslehrer, den Organisten und Komponisten Giovanni Morandi (1777–1856), sie hatten drei Kinder. Sie debütierte im gleichen Jahr am Theater Teatro La Vittoria in Montalboddo (heute Ostra) als Opernsängerin.
1805 sang sie beim Karneval in Bologna und in Florenz, 1806 in Triest, Cremona, Mantua, Parma und Ferrara. 1807 sang sie erstmals an der Mailänder Scala in der Uraufführung der Oper Nè l’un, nè altro von Simone Mayr die Livia, auch die Ghitta in Camilla von Ferdinando Paër und die Dorabella in Mozarts Così fan tutte. 1808 war sie im Karneval im Rom engagiert.
Am 3. November 1810 sang sie am Teatro San Moisè in Venedig in der Uraufführung von Gioachino Rossinis Oper La cambiale di matrimonio die Fanni. Die Morandis waren mit den Eltern Gioachino Rossinis befreundet und setzten sich für den zehn Jahre jüngeren Anfänger ein. Zwischen 1810 und 1812 sang sie im Teatro Valle in Rom in Buffoopern von Giuseppe Farinelli, Stefano Pavesi, Valentino Fioravanti, Pietro Generali, Pietro Carlo Guglielmi, Francesco Morlacchi, Domenico Cimarosa,  und in La distruzione di Gerusalemme von Niccolò Antonio Zingarelli. Am 21. Februar 1813 sang sie am Teatro di sant’Agostino in Genua die Clotilde in der Uraufführung der Oper La rosa bianca e la rosa rossa von Simone Mayr.  Am 6. Juni 1816 sang sie am Teatro San Benedetto in Venedig in der Uraufführung der Oper Malvina von Nicola Vaccai, 1819 ebenda in Emma di Resburgo von Giacomo Meyerbeer. Rossini schrieb für sie die Titelpartie in der Oper Eduardo e Cristina, die am 24. April 1819 am Teatro San Benedetto in Venedig uraufgeführt wurde.
Zwischen 1813 und 1817 erschien sie auch am Théâtre-Italien in Paris in L’italiana in Algeri und in Die Hochzeit des Figaro, in mehreren Opern von Cimarosa (Le astuzie femminili, Il matrimonio segreto, Gli Orazi e i Curiazi, Penelope), Guglielmi (I due gemelli), Mayr (I misteri eleusini), Paër (Griselda), Paisiello (Il fanatico in berlina, La molinara), Pavesi (Ser Marcantonio) und Vicente Martín y Soler (La capricciosa corretta). 1818 war sie im Karneval in Cremona und Brescia und im Herbst in Triest.
1822 wirkte sie an der Mailänder Scala in der Uraufführung der Oper Adele ed Elmerico von Saverio Mercadante mit und am 26. Oktober 1822 in Gaetano Donizettis Chiara e Serafina. Sie sang dort auch die Matilde di Shabran von Rossini. Im Folgejahr 1823 erkrankte sie, war aber weiterhin im Einsatz als Desdemona in Rossinis Otello und als  Amenaide in Tancredi. Sie hatte die Titelrolle in der Oper Agnese von Paër. Auch 1824 hatte sie Engagements in Mailand. Rossini war im Begriff, für sie eine zweite Oper unter dem Titel Isabella ed Enrico zu komponieren, als sie plötzlich an einer Enzephalitis starb. Der Librettist Felice Romani widmete ihr die Verse: „… Puro cor, casta mente, onore e zelo/Di madre amante e di fedel consorte/Avran potuto disarmar la morte/Ma la bell’ alma era aspettato in cielo“.